# Бутырки (посёлок, Иркутский район)
Буты́рки — посёлок в Иркутском районе Иркутской области России. Входит в состав Большереченского муниципального образования.

## География
Посёлок расположен примерно в 34 км к северо-востоку от районного центра города Иркутск.

## Население
| 2002 | 2010 | 2011 | 2012 |
| ---- | ---- | ---- | ---- |
| 12   | ↘6   | →6   | ↗17  |

Гендерный состав
По данным Всероссийской переписи в 2010 году в посёлке проживало 6 человек (четверо мужчин и две женщины).